# Cantón de Bandrélé
El cantón de Bandrélé era una división administrativa francesa, que estaba situada en el departamento de Mayotte y la región de Mayotte.

## Composición
El cantón estaba formado por la comuna que le daba su nombre:
- Bandrélé

## Supresión del cantón de Bandrélé
En aplicación del Decreto n.º 2014-157 de 13 de febrero de 2014, el cantón de Bandrélé fue suprimido el 22 de marzo de 2015 y su comuna pasó a formar parte de los nuevos cantones de Bouéni y Dembeni.